# Ojatu ezers
Ojatu ezers este o arie protejată (arie specială de conservare — SAC, sit de importanță comunitară — SCI, arie de protecție specială avifaunistică — SPA) din Letonia întinsă pe o suprafață de 111,24 ha, integral pe uscat.

## Localizare
Centrul sitului Ojatu ezers este situat la coordonatele 56°03′28″N 27°22′23″E / 56.0578°N 27.373°E.

## Înființare
Situl Ojatu ezers a fost declarat arie de protecție specială avifaunistică în decembrie 2002 pentru a proteja 6 specii de animale. Alte tipuri de protecție:
- sit de importanță comunitară (în mai 2004)
- arie specială de conservare (în mai 2004)[1][3][4]

## Biodiversitate
Situată în ecoregiunea boreală, aria protejată conține 6 habitate naturale: Ape stătătoare oligotrofe până la mezotrofe, cu vegetație de Littorelletea uniflorae și/sau de Isoëto-Nanojuncetea, Mlaștini turboase de tranziție și turbării mișcătoare, Taiga vestică, Păduri fino-scandinave bogate în ierburi cu Picea abies, Păduri caducifoliate de mlaștină fino-scandinave, Mlaștini împădurite.
La baza desemnării sitului se află mai multe specii protejate de  păsări (6): acvilă țipătoare mică (Aquila pomarina), cocoșul de mesteacăn (Bonasa bonasia), barză albă (Ciconia ciconia), cristeiul de câmp (Crex crex), ciocănitoare neagră (Dryocopus martius), sfrâncioc roșiatic (Lanius collurio)
Pe lângă speciile protejate, pe teritoriul sitului au mai fost identificate 3 specii de plante, 3 specii de mamifere, 1 specie de nevertebrate.